# フランチシェク・クリーゲル

フランチシェク・クリーゲル（チェコ語: František Kriegel、1908年4月10日 - 1979年12月3日）は、チェコスロバキアの政治家。1968年の改革運動「プラハの春」を主導した一人。

## 来歴
オーストリア＝ハンガリー帝国領内のスターニスラウに生まれる。父親はオーストリア人、母親はユダヤ人である。少年時代をウクライナ人、ロシア人、ポーランド人、チェコ人などスラヴ系の多民族が混在するガリツィアで過ごした。第一次世界大戦後の1919年からはポーランドに居住する。
ポーランドの大学に入学しようとするが、反セム主義の強かった同国でユダヤ系の出自であるためにヌメルス・クラウズスを理由に入学を拒否された。そのため隣国チェコスロバキアのドイツ系大学であるプラハ・カレル大学医学部に入学した。1934年から1936年までプラハで内科医の研修に従事した。
1936年にスペイン内戦が勃発すると、スペインに赴いて共和国側の国際旅団に投じて軍医として従軍した。1939年、少佐だったクリーゲルは共和国軍の残党と共にスペインを脱出し、フランスで一時拘束された。拘束から逃れたのちの1940年、毛沢東指揮する人民解放軍に参加して中国に潜伏した。1945年にはビルマでアメリカ軍に投じて日本軍との戦いに従軍している。
1945年にチェコスロバキアに戻り、チェコスロバキア共産党の活動に従事し、指導的立場に立った。1948年2月に市民と共産党とが対立した際は党側の委員としてプラハで民兵を指揮した。この頃ヨゼフ・スムルコフスキーと知り合った。1949年から1950年にかけて厚生副大臣を務め、党の政策実現を推進した。しかし1950年代に「シオニズムとの戦い」運動が盛り上がる中で立場が悪くなった。1963年から1968年まではキューバに赴き、キューバ革命の指導者フィデル・カストロの厚生問題顧問を務め、その傍にあった。
1960年代に入ると党内での勢力を回復し、1968年には国民戦線代表を務め、スターリニズムとは異なる第三の道を模索する「プラハの春」政治運動で主導的役割を演じた。ワルシャワ条約機構軍がチェコスロバキアに介入すると、アレクサンデル・ドゥプチェク、オルドジフ・チェルニーク、ヨゼフ・スムルコフスキーら改革派指導者と共に逮捕され、モスクワに連行された。改革派指導者たちは「反革命」的活動（「プラハの春」を指す）とは距離を置くとの声明に署名させられたが、クリーゲルのみは署名しなかった。
その後1969年に共産党を除名された。1977年には憲章77に署名している。そのため当局による監視を受け、困窮の中1979年にプラハで死去した。死後の1987年に「クリーゲル賞」が創設され、毎年授与が行われている。